# 小笠原忠春
小笠原 忠春（おがさわら ただはる、大正2年（1913年）2月19日 - 昭和51年（1976年）5月27日）は、小笠原伯爵家第31代当主。第30代当主小笠原長幹長男。
弟に小笠原忠幸（小笠原長丕養子）、小笠原忠統、妹に鞠子（伊達興宗夫人）他。子に忠利、忠明。
法政大学に学ぶ。1935年（昭和10年）3月、父長幹の死去により、家督を相続する。
1944年（昭和19年）、新劇女優と結婚したことで長幹の三男である忠統に家督を譲り隠居、分家させられた。次弟の忠幸はすでに旧安志藩の小笠原子爵家を継いでいたため、忠統が忠春の後継となったものである。